# Miguel Tafur
Miguel Tafur y Zea (Lima, 29 de septiembre de 1766 - 7 de diciembre de 1833) fue un médico peruano. En la época virreinal fue catedrático de método y de vísperas de medicina en la Universidad de San Marcos, así como protomédico interino. Fue uno de los fundadores del Real Colegio de Medicina de San Fernando. Bajo la República fue diputado y vicepresidente del primer Congreso Constituyente del Perú (1822), protomédico general, rector del Colegio de la Independencia y rector de la Universidad de San Marcos.

## Biografía
De familia humilde, su padre falleció cuando era niño y su madre viuda debió encargarse sola del hogar. Empezó estudiando humanidades y filosofía en el Colegio de Santo Tomás. Posteriormente ingresó a la Universidad Mayor de San Marcos, orientándose a la medicina. Tuvo por maestros a Cosme Bueno, Gabriel Moreno, Hipólito Unanue y, especialmente a Juan de Aguirre. Se graduó de bachiller en 1783, se tituló de médico en 1786 y se graduó de doctor en 1793.
Fue opositor en el célebre concurso por la cátedra de anatomía de 1789, en el que el vencedor fue Hipólito Unanue, hasta que finalmente pudo ganar la cátedra del método de Galeno en 1798. Fue luego catedrático sustituto de vísperas de medicina en 1808 y catedrático en propiedad de 1819 a 1825.
Fue examinador del Real Tribunal del Protomedicato y médico de la Junta de Policía y Salud Pública. Fue uno de los fundadores del Real Colegio de Medicina de San Fernando, ocurrido el 9 de septiembre de 1808, a cuya primera junta de catedráticos y maestros asistió en 1812. Cuando Hipólito Unanue viajó a España en 1814 tras ser elegido diputado en las Cortes, asumió la dirección del Colegio de San Fernando y la presidencia interina del Real Tribunal del Protomedicato. En 1815 fue designado médico de cámara de su majestad, siendo con Unanue los únicos médicos peruanos a los que la corona española otorgó tal distinción.
Simpatizante de las ideas liberales, fue denunciado varias veces al Tribunal de la Inquisición por difundir libros prohibidos. El 15 de julio de 1821 suscribió el acta de la declaración de la Independencia aprobada en sesión de cabildo abierto, poco después de la entrada del Libertador José de San Martín en Lima.
Desde 1821 fue protomédico general en ejercicio, así como vocal de la junta conservadora del fluido vacuno o vacuna antivariólica, de la que fue entusiasta defensor.
Elegido diputado por Cuzco en 1822, fue vicepresidente del primer Congreso Constituyente del Perú de 20 de noviembre a 20 de diciembre de 1822.  Fue también miembro de varias comisiones parlamentarias de comercio, minería, hospitales, bellas artes, instrucción y salud pública.
En la Universidad de San Marcos fue catedrático de prima de medicina, de 1825 a 1833; vicerrector y consiliario mayor, así como rector en dos periodos: de 1826 a 1828, y de 1832 hasta su fallecimiento en 1833. Por esos años era ya Protomédico en propiedad. Bajo su gestión, se editó la primera revista médica del Perú, Anales Medicales, por iniciativa del médico francés Abel Victorino Brandin (1827).
Entre 1827 y 1831, como representante del Protomedicato, debió enfrentar el caso de Dorotea Salguero, una curandera que ejercía informalmente la medicina en Lima, tanto a domicilio, como desde su propia casa, donde había instalado una especie de hospital, en la que ella misma hacía el papel de médico, boticaria y cirujana. Tafur la denunció ante la justicia, pero Salguero arguyó en su defensa las garantías individuales existentes en la Constitución, así como la efectividad de sus curaciones a base de yerbas, distintas a la que usaba la medicina oficial, enfocándose sobre todo en enfermos deshauciados; por todo ello, Salguero no consideraba su actividad como una competencia hacia los médicos, sino que cubría un vacío. Al final, la justicia se mostró impotente de impedir la labor de Salguero, lo que fue interpretado como un triunfo de la medicina popular sobre la científica.
Tafur fue también fue director del Colegio de la Independencia, nombre que había adoptado el antiguo Colegio de Medicina de San Fernando (actual Facultad de Medicina de San Marcos), que por entonces tenía sólo 30 alumnos. Fue asimismo un entusiasta difusor de las letras. Ejerció la docencia en el Ateneo de Lima, un plantel de enseñanza libre, fundado en 1832.
Falleció el 7 de diciembre de 1833, víctima de una «violenta enfermedad», tal vez broncopatía.

## Obras escritas
Escribió más de medio centenar de trabajos científicos, abarcando temas de higiene, medicina legal, patología, diagnóstico, clínico, terapéutica, epidemiología, etc.
En 1822 leyó una memoria ante la Sociedad Patriótica, explicando las razones del retraso de la independencia del Perú, comparado con el resto de las naciones hispanoamericanas. En ella mencionó también que el colegio de San Fernando había servido de asilo a los patriotas perseguidos por las autoridades virreinales, ayudándoles en su salida del país por vía marítima.